# Bishopalea erecta
Bishopalea es un género monotípico de plantas fanerógamas perteneciente a la familia de las asteráceas. Su única especie, Bishopalea erecta, es originaria del Brasil en Bahia, en un valle al norte de Mucugê.

## Taxonomía
Bishopalea erecta fue descrita por Harold E. Robinson y publicado en Phytologia 48(3): 211. 1981.